# راي سي
راي سي (بالإنجليزية: Ray C)‏ هي مغنية تنزانية، ولدت في 15 مايو 1982.